# Axinulus antarcticus
Axinulus antarcticus is een tweekleppigensoort uit de familie van de Thyasiridae. De wetenschappelijke naam van de soort is voor het eerst geldig gepubliceerd in 2010 door Zelaya.